# Name und Notwendigkeit

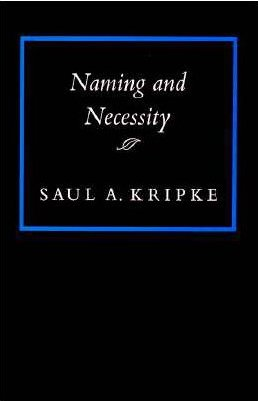
Kripkes überarbeitete Vorträge erschienen 1980 eigenständig in der Harvard University Press, 1993 auch in deutscher Übersetzung.

Name und Notwendigkeit (im Original: Naming and Necessity) ist eines der Hauptwerke des US-amerikanischen Philosophen Saul Kripke und eines der meistrezipierten Werke der Analytischen Philosophie. Das im Jahr 1972 erschienene Werk basiert auf einer Reihe von Vorträgen, die Kripke im Januar 1970 in Princeton gehalten hatte. Kripke leistet hier einen wesentlichen Beitrag zur philosophischen Debatte um Eigennamen, es geht ihm darum, den Begriff der Notwendigkeit von dem des A-Priori abzusetzen. Mit seiner Auffassung bezieht Kripke außerdem Position im Leib-Seele-Problem, indem er ein Argument gegen die sogenannte Identitätstheorie vorbringt.

## Hauptthesen

### Kripkes Theorie der Eigennamen

#### Die Kennzeichnungstheorie
Kripke entwickelt seine Theorie der Eigennamen aufbauend auf einer Kritik an seinen Vorgängern. Kripke zufolge fassen Frege und Russell einen Eigennamen als "abgekürzte oder verkleidete Kennzeichnung" (1. Vortrag, Suhrkamp-Ausgabe S. 36) auf. Der Eigenname "Morgenstern" sei also beispielsweise eine Abkürzung für den Ausdruck "derjenige Stern, der morgens als letzter noch am Himmel zu sehen ist". Im Falle von vielen Eigennamen, insbesondere im Falle von berühmten Persönlichkeiten wie Aristoteles, ist es jedoch schwierig, eine solche Beschreibung anzugeben. Soll "Aristoteles" nun mit "der Lehrer Alexanders des Großen", "der berühmteste Schüler Platons" oder "der Autor der "Metaphysik"" synonym sein? Angesichts dieses Problems hätten die Philosophen Wittgenstein und Searle laut Kripke die Kennzeichnungstheorie der Eigennamen dahingehend verbessert, dass Eigennamen nicht länger mit einer einzelnen Kennzeichnung, sondern mit einem "Bündel" (cluster) von Kennzeichnungen synonym ist (S. 39 f.). Von diesen Kennzeichnungen müssen nicht alle, aber doch hinreichend viele auf die entsprechende Person zutreffen. Die Kennzeichnungstheorie bzw. die verbesserte Bündel-Kennzeichnungstheorie haben nach Kripke die folgenden Vorteile (S. 37 f.):
- Eine Kennzeichnung gibt uns ein Kriterium an die Hand, wie wir den tatsächlich gemeinten Referenten aus der Menge der anderen potenziellen Referenten aussondern können. Die Kennzeichnungstheorie kann also erklären, wie wir feststellen, welchen Gegenstand der Sprecher mit dem verwendeten Eigennamen meint.
- Die Kennzeichnungstheorie liefert eine Erklärung dafür, dass es so genannte "informative Identitätsaussagen" gibt (diese hatten Frege in seinem Aufsatz "Über Sinn und Bedeutung" Kopfzerbrechen bereitet). Eine empirisch gehaltvolle Aussage wie "Der Morgenstern ist der Abendstern" wäre der Theorie zufolge zu analysieren als "Derjenige Stern, der morgens als letzter am Himmel steht, ist mit demjenigen Stern identisch, der abends als erster am Himmel steht". Aufgrund dieser Analyse ist klar, worin der empirische Gehalt der Aussage liegt.
- Die Kennzeichnungstheorie kann die Bedeutung von negativen Existenzaussagen erklären. Das Rätsel, das eine Aussage wie "Mose hat nicht existiert" stellt, lautet "Wie können wir einerseits auf Mose Bezug nehmen und ihm im gleichen Atemzug die Existenz absprechen. Haben wir durch die Bezugnahme nicht schon seine Existenz unterstellt?". Wenn nun aber "Mose" synonym ist mit "der Führer der Israeliten aus Ägypten", so würde der Satz "Mose hat nicht existiert" aufgrund der Kennzeichnungstheorie einfach zu analysieren sein als "Es gab keinen Führer der Israeliten aus Ägypten" und bei dieser Analyse ist klar, dass wir hier die Existenz Mose nicht schon unterstellen.

#### Die Bedeutung bestimmen oder die Referenz festlegen?
Kripke macht in Bezug auf die Kennzeichnungstheorie der Eigennamen einen feinen Unterschied: Soll die Kennzeichnung dazu dienen, die Bedeutung des Eigennamens zu bestimmen oder nur seine Referenz festlegen (fixing the reference)? Um diese Unterscheidung zu verstehen, muss man von den Modalitäten "notwendig" und "möglich" bzw. von dem von Kripke oft gebrauchten Werkzeug der "möglichen Welt" Gebrauch machen. Wenn die Kennzeichnung wirklich die Bedeutung festlegt, dann müssen die Kennzeichnung und der Eigenname notwendig – d. h. in der Sprechweise der möglichen Welten: in allen möglichen Welten – auf dasselbe Ding referieren. Dient sie jedoch nur dazu die Referenz festzulegen, dann genügt es, dass Kennzeichnung und Eigenname tatsächlich – in dieser Welt – auf dasselbe Ding referieren. Diese Unterscheidung wird im Folgenden noch klarer werden, im Moment sei nur noch gesagt, dass Kripke beide Varianten der Kennzeichnungstheorie ablehnt.
Kripke entwickelt seine Kritik anhand einiger berühmt gewordener Beispiele, darunter das des Urmeters in Paris (S. 67 ff.). Die Länge "ein Meter" wird als die Länge des Urmeters, also eines bestimmten Stabes, zu einem bestimmten Zeitpunkt t definiert. Damit ist die Länge von einem Meter festgelegt, nach Kripke sind aber die Bezeichnungen "ein Meter" und "die Länge des Stabes zu t" nicht synonym, denn dazu müssten die beiden Bezeichnungen in allen möglichen Welten dasselbe meinen. Es sei aber möglich gewesen, dass der Stab zu t eine andere Länge gehabt habe, d. h. es gibt eine mögliche Welt, in der eine andere Länge hatte. Nach Kripke ist der Ausdruck "ein Meter" ein "starrer Bezeichnungsausdruck" (rigid designator) (S. 59), d. h. er bezeichnet in jeder möglichen Welt dasselbe (nämlich diese bestimmte Länge). Der Ausdruck "die Länge des Stabes zu t" wird dazu verwendet, seine Referenz festzulegen, aber nicht dazu, seine Bedeutung zu bestimmen. Dies wird dadurch klar, dass in Bezug auf eine andere Welt, in der der Stab zu t eine andere Länge hatte, gelten würde, dass der Stab nicht einen Meter lang war, und nicht, dass der Stab dort zwar einen Meter lang war, aber ein Meter dort eine andere Länge ist als in dieser Welt.
Das Beispiel zeigt also, dass Kennzeichnungen nicht dazu dienen, die Bedeutung eines Eigennamens festzulegen. Der Grund liegt darin, dass Eigennamen (wie "ein Meter") starre Bezeichnungsausdrücke sind, sie bezeichnen in jeder Welt dasselbe. Kennzeichnungen (wie "die Länge des Stabes zu t") bezeichnen jedoch typischerweise nicht in jeder Welt dasselbe. Bedingung für Synonymie wäre jedoch, dass Bezeichnungsgleichheit in jeder möglichen Welt besteht. So ist das Urmeter ein Beispiel dafür, wie über eine Kennzeichnung die Referenz des Eigennamens festgelegt wird: Dass der Stab in dieser Welt zu t die Länge ein Meter hat, bestimmt die Referenz dieses Ausdrucks in allen möglichen Welten.
Wie schon erwähnt, kritisiert Kripke jedoch auch die Theorie, dass Kennzeichnungen die Referenz von Eigennamen festlegen. Es gibt zwar solche Fälle, wie das Urmeter zeigt, aber sie sind nicht die Regel. Um dies zu zeigen, konstruiert Kripke ein weiteres Beispiel, das "Gödel-Schmidt-Beispiel" (Vortrag 2, S. 98 f.). Das Beispiel geht davon aus, dass die meisten Menschen den Eigennamen "Gödel" mit der Kennzeichnung "derjenige, der die Unvollständigkeit der Mathematik entdeckte" verbinden. Dass diese Kennzeichnung nicht die Bedeutung von "Gödel" bestimmt, ist nach dem Gesagten klar, dann müsste es nämlich unmöglich sein, dass Gödel die Unvollständigkeit nicht entdeckt hätte, was offensichtlich nicht der Fall ist. Dient aber die Kennzeichnung wenigstens (wie im Fall des Urmeters) dazu, die Referenz festzulegen, d. h., wird die Kennzeichnung dazu verwendet, wenigstens in dieser Welt den Bezugsgegenstand von "Gödel" zu bestimmen? Kripke konstruiert den Fall, dass Gödel sein Manuskript von einem unbekannten (und mittlerweile gestorbenen) Mathematiker namens "Schmidt" abgeschrieben hätte. In Wirklichkeit wäre dann also nicht Gödel, sondern Schmidt der Entdecker der Unvollständigkeit. In diesem Fall hätten wir, die wir glauben, dass Gödel die Unvollständigkeit bewiesen habe, jedoch eine falsche Meinung über Gödel, nicht eine richtige über Schmidt. Der Name "Gödel" würde also unter diesen Umständen immer noch auf Gödel referieren und nicht auf Schmidt. Dieses Beispiel zeigt daher, dass die Kennzeichnung nicht einmal dazu dient, die Referenz festzulegen, dass es also Kennzeichnung und Eigenname nicht einmal unbedingt in dieser Welt auf dasselbe referieren.

#### Die kausale Theorie der Eigennamen
Kripke skizziert eine Theorie der Eigennamen, die er der Kennzeichnungstheorie entgegensetzt. Diese Theorie wurde später "Kausale Theorie der Eigennamen" genannt: "Sagen wir, es wird jemand geboren, ein Baby: seine Eltern rufen es mit einem bestimmten Namen. Sie reden mit ihren Freunden über es. Andere Leute kommen mit ihm zusammen. Durch verschiedene Arten von Rede wird der Name von Glied zu Glied verbreitet wie durch eine Kette ... Eine bestimmte Kommunikationskette, die letztlich bis zu dem [Baby] selbst zurückreicht, erreicht den Sprecher. Er referiert dann auf [das Baby] ... " (S. 107). Derjenige, den ich mit dem Namen "Gödel" meine, ist also derselbe, den diejenigen meinten, von denen ich den Namen gehört habe. Diese meinten wiederum denjenigen, den diejenigen meinten, von denen sie den Namen gehört haben. Irgendwann führt diese Kette auf Personen zurück, die mit Gödel unmittelbare Bekanntschaft hatten. Durch die Anfangsglieder wird letztendlich die Referenz des Namens "Gödel" bestimmt.
Eine Schwäche der kausalen Theorie liegt darin, dass sie keine gute Erklärung für negative Existenzaussagen hat: Wie soll der Ausdruck "Moses" in der Aussage "Moses hat nicht existiert" analysiert werden? Wenn Moses tatsächlich nicht existiert hat, dann kann es auch keine kausale Kette, die bis auf ihn zurückweist, geben.

### Essentialismus und Natürliche Arten
In seinem dritten Vortrag wendet sich Kripke der Frage zu, ob es "essentielle Eigenschaften" gibt, d. h. Eigenschaften, die einem Gegenstand notwendig zukommen. Kripke bejaht diese Frage, so sei es beispielsweise essentiell für einen bestimmten Menschen, dass er aus der Ei- und Samenzelle hervorgegangen ist, aus der er tatsächlich hervorgegangen ist. Wir können uns keine mögliche Welt vorstellen, in der der Mensch aus anderen Zellen entstanden ist, selbst wenn wir uns vorstellen können, dass dies vielleicht für einen anderen Menschen mit vielleicht sehr ähnlichen Eigenschaften gilt (3. Vortrag, S. 130). Ebenfalls können wir uns, wenn wir feststellen, dass ein Gegenstand aus einem bestimmten Material besteht, nicht vorstellen, dass er aus einem anderen Material besteht. Nach Kripke können wir uns zwar vorstellen, dass wir feststellen, dass ein bestimmter Tisch, der aus Holz zu bestehen scheint, stattdessen aus Eis besteht, das geschickt geformt und bemalt ist. Besteht der Tisch aber tatsächlich aus Holz, dann können wir uns nicht mehr vorstellen, dass er tatsächlich aus Eis bestünde, es wäre dann nicht mehr derselbe Tisch (S. 131). Das Material, aus dem Gegenstände bestehen, ist also ebenfalls eine essentielle Eigenschaft.
Nach Kripke weisen Ausdrücke für natürliche Arten, etwa "Tiger", insofern eine Nähe zu Eigennamen auf, als sie ebenfalls starre Bezeichnungsausdrücke sind. Der Ausdruck "Tiger" bezeichnet also in jeder Welt dieselbe Tierart. Nachdem wir einmal festgestellt haben, dass Tiger Katzen sind, können wir uns keine mögliche Welt mehr vorstellen, in der Tiger eine ganz andere innere Struktur haben, etwa Roboter sind. Diese Roboter würden vielleicht ähnlich aussehen und sich ähnlich verhalten wie Tiger, aber es wären keine Tiger, weil die Referenz des Ausdrucks "Tiger" durch unsere Bekanntschaft mit wirklichen Tigern in dieser Welt festgelegt wurde und nun für alle Welten dieselbe ist. Hieraus ergibt sich auch, dass Tiger notwendigerweise Katzen sind. Dass Tiger Katzen sind, ist jedoch eine naturwissenschaftliche Entdeckung. Nach Kripke weisen die Naturwissenschaften, indem sie die innere Struktur von Arten untersuchen, ihre essentiellen (notwendigen) Eigenschaften auf.

### Notwendig und a priori
Kripkes Ausführung zu Eigennamen dienen ihm zugleich dazu, zwei traditionsreiche Begriffe der Philosophie genauer voneinander abzusetzen: den der Notwendigkeit (also der Wahrheit in allen möglichen Welten) und den des A-priori. Letzteren Begriff bestimmt Kripke wie folgt: "Apriorische Wahrheiten sind diejenigen Wahrheiten, die man unabhängig von jeder Erfahrung erkennen kann" (Vortrag 1, S. 44). Ein Beispiel ist der Satz "Junggesellen sind unverheiratet". Nach Kripke ist man in der Philosophie oft davon ausgegangen, dass alle apriorischen Wahrheiten notwendig sind und umgekehrt. Die vermeintliche Begründung für diese Gleichsetzung lautet nach Kripke wie folgt: "Wenn etwas [...] in allen möglichen Welten wahr ist, dann sollten wir natürlich einfach dadurch, dass wir alle möglichen Welten in unserem Kopf durchlaufen, [...] in der Lage sein zu sehen, dass [die Aussage] notwendig ist, und somit in der Lage sein, sie a priori zu erkennen. [...] Zweitens denkt man [...], dass umgekehrt etwas, das a priori erkannt wird, notwendig sein muss, weil es erkannt wurde, ohne auf die Welt zu sehen. Wenn es von einem kontingenten Aspekt der wirklichen Welt abhängen würde, wie könnte man es dann erkennen, ohne hinzusehen? Vielleicht ist die wirkliche Welt eine der möglichen Welten, in denen es falsch gewesen wäre."
Aus den bisherigen Ausführungen ergibt sich jedoch bereits, dass es nach Kripke sowohl Aussagen a priori gibt, die nicht notwendig sind, als auch notwendige, die nicht a priori gelten. Ein Beispiel für erstere ist die Aussage "Das Urmeter in Paris ist zum Zeitpunkt t einen Meter lang". Diese Aussage gilt a priori, weil wir die Referenz von "ein Meter" entsprechend definiert haben. Sie gilt aber, wie bereits gesagt, nicht notwendig, es sind mögliche Welten denkbar, in denen der Stab zu der Zeit eine andere Länge hatte. Aussagen "Dieser Tisch ist aus Holz" oder auch "Tiger sind Katzen" sind Beispiele für den umgekehrten Fall, nämlich notwendige Aussagen, die nicht a priori gelten. Um festzustellen, dass dieser Tisch aus Holz ist bzw. dass Tiger Katzen sind, muss eine empirische Untersuchung durchgeführt werden, die Aussagen sind also nicht a priori. Wie oben bereits gesagt, sind die Aussagen jedoch dennoch notwendig, haben wir einmal festgestellt, dass der Tisch aus Holz ist, ist keine Welt mehr denkbar, in der er aus anderem Material bestünde. Ebenso können wir uns keine Welt vorstellen, in der Tiger keine Katzen sind.